# Jacques Valantin
Pour les articles homonymes, voir Valantin.
Jacques Valantin est un homme politique français né le 18 avril 1767 à Montpellier et décédé à une date inconnue.
Négociant à Lunel, maire de la ville, il est député de l'Hérault en 1815, lors des Cent-Jours.

## Sources
- « Jacques Valantin », dans Adolphe Robert et Gaston Cougny, Dictionnaire des parlementaires français, Edgar Bourloton, 1889-1891 [détail de l’édition]